# Horatio Thomas Austin
Sir Horatio Thomas Austin, né à Chatham le 10 mars 1800 et mort à Londres le 16 novembre 1865, est un officier britannique de la Royal Navy et un explorateur de l'archipel arctique canadien.

## Biographie
Il entre dans la Navy en 1813 et sert comme midshipman sur les côtes africaines, de la Manche et de l'Amérique du Sud avant d'accompagner dès 1824 William Edward Parry, comme lieutenant sur la Fury, au Svalbard. En 1831, à lamort du capitaine Henry Forster, il prend le commandement du Chantecleer et prend part au bombardement de Saint-Jean d'Acre (1840).
Capitaine du Cyclopès lors de la guerre de Syrie, après l'échec de 1849 de James Clark Ross pour retrouver l'expédition Franklin, il mène une expédition en 1850, qui a également essayé de retrouver John Franklin et son équipage. George F. McDougall est alors le second maître à bord du HMS Resolute qui est accompagné du Pionneer, de l' Assistance et de l' Intreprid. Austin est aussi chargé d'organiser des expéditions le long des côtes de l'archipel arctique canadien, comprenant l'île de Bathurst, Byam Martin, l'île Melville, et l'île du Prince-de-Galles. Il hiverne dans le détroit de Wolstenholme sur l'île Cornwallis et découvre sur l'île Beechey trois tombes de matelots de l'expédition Franklin (1851).
Après cette riche moisson de découvertes topographiques, géologiques et météorologiques, Austin termine sa carrière comme contre-amiral en 1857 et finit sa vie à Londres.
Jules Verne lui rend hommage dans son roman Les Aventures du capitaine Hatteras (partie 1, chapitre XII).